# Thure Bengtsson
Thure Bengtsson (* 7. Dezember 1921; † 9. September 2003) war ein schwedischer Radrennfahrer und nationaler Meister im Radsport.

## Sportliche Laufbahn
1947 gewann er die nationale Meisterschaft im Mannschaftszeitfahren gemeinsam mit Stig Andersson und Kjell Persson. 1954 war er erneut in dem Titelrennen erfolgreich. Mit ihm gewannen Gunnar Lindgren und Rune Nilsson die Meisterschaft. 1957 wurde er Titelträger im Mannschaftszeitfahren mit Gunnar Lindgren, Rune Nilsson und Clarence Carlsson.